# Klonów (Międzybórz)
Klonów (deutsch Klenowe) ist eine Ortschaft mit einem Schulzenamt der Landgemeinde Międzybórz im Powiat Oleśnicki der Woiwodschaft Niederschlesien in Polen.

## Geschichte

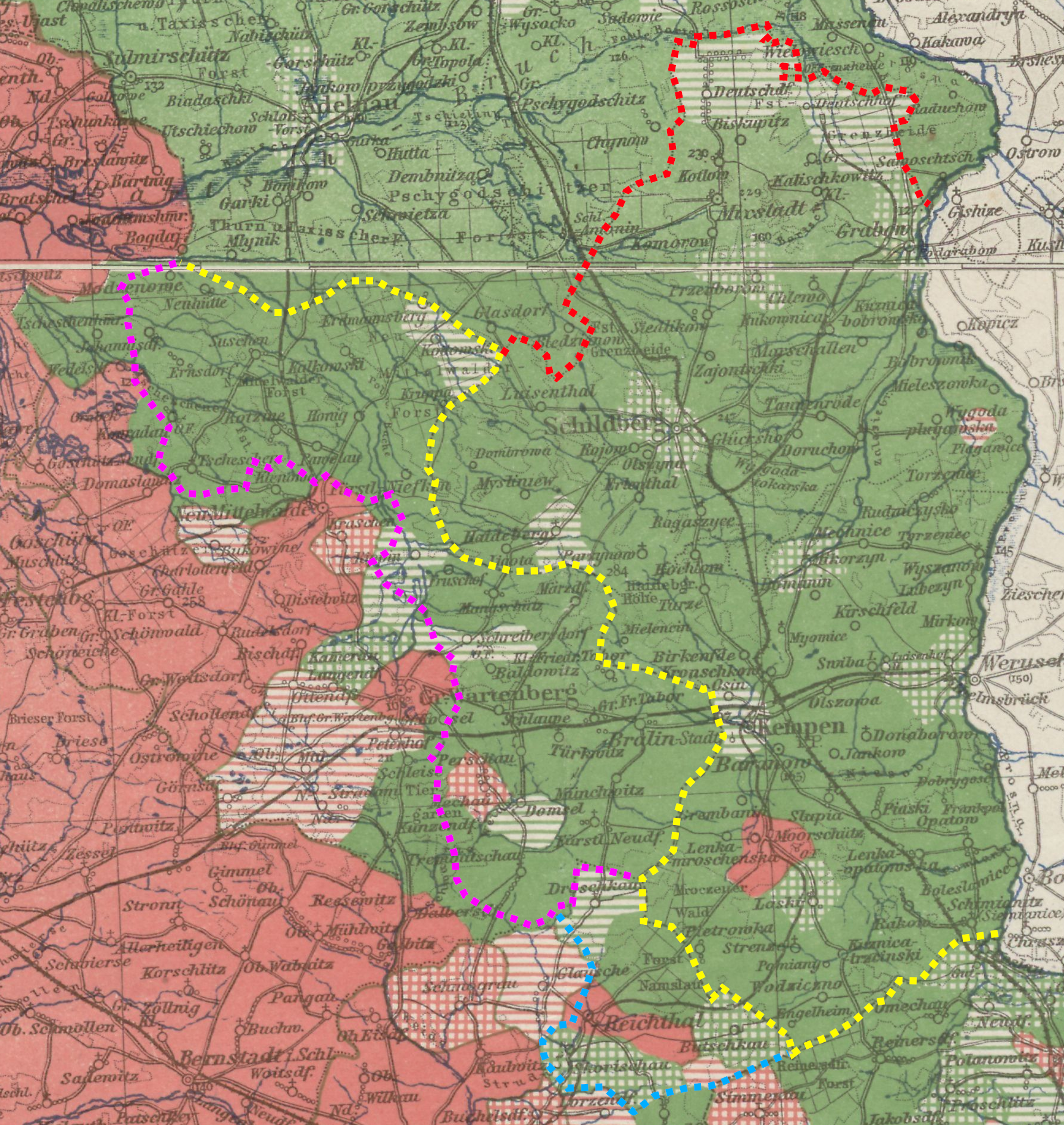
Sprachkarte aus dem Jahr 1910: Gelbe gestrichelte Linie: schlesisch-großpolnische Grenze, rosarote gestrichelte Linie: neue Grenze aus dem Jahr 1920

In einer Urkunde des Papstes Hadrian IV. im Jahr 1155 wurde ein Dorf namens Gelenov erwähnt. Die ersten sicheren Erwähnungen stammen jedoch erst aus der Neuzeit, z. B. Klenowe im Jahr 1743. Der Ortsname ist vom Appellativ klon (Ahorne) bzw. Personennamen Klon zunächst mit dem Suffix -owe, später -ów, abgeleitet. Der nationalsozialistische Ortsname Hirschrode rückte auf die (unsichere) Erwähnung von Jeleniów (jeleń: Hirsch) zurück.
Nach dem Ersten Schlesischen Krieg 1742 fiel der Ort zusammen mit dem größten Teil Schlesiens an Preußen.
Im frühen 20. Jahrhundert war das Dorf noch überwiegend wasserpolnischsprachig, wurde aber nicht mit dem überwiegend polnischsprachigen Ostteil des Landkreises Groß Wartenberg zum 10. Januar 1920 infolge des Versailler Vertrags vom Deutschen Reich an das wiedergegründete Polen abgetreten und blieb in Deutschland.
Als Folge des Zweiten Weltkriegs fiel Klenowe wie fast ganz Schlesien 1945 an Polen, wurde in Klonów umbenannt und der Woiwodschaft Breslau angegliedert. Die deutsche Bevölkerung wurde, soweit sie nicht vorher geflohen war, weitgehend vertrieben. Die neu angesiedelten Bewohner waren zum Teil Heimatvertriebene aus Ostpolen. Von 1975 bis 1998 gehörte Klonów zur Woiwodschaft Kalisz. 1999 kam der Ort zum Powiat Oleśnicki in der Woiwodschaft Niederschlesien.